# Emmanouela Masourou
Emmanouela Masourou (griechisch Εμμανουέλα Μασούρου; * 14. Dezember 1996 in Marousi) ist eine griechische Para-Judoka, die ihr Land bei den Paralympischen Sommerspielen 2024 repräsentierte.

## Leben
Emmanouela Masourou verlor ihr Augenlicht mit sieben Jahren durch ihre Erkrankung an Leukämie. Sie studierte an der Nationalen und Kapodistrias-Universität Athen Musikwissenschaften, um Musiklehrerin zu werden.
2023 nahm sie am zweiten Internationalen Musikwettbewerb für Menschen mit schlechtem Sehvermögen (The International Low-Vision Song Contest) teil. Sie begleitete mit ihrer Geige den griechischen Song Avto pou leei i kardia sou (Αυτό που λέει η καρδιά σου, englisch “What your Heart says”), geschrieben und gesungen von Anastasia Moustakakou. Das Lied kam bei dem digital ausgeführten Wettbewerb europaweit auf Platz fünf.
Im selben Jahr erhielt sie den „Yousmile-Award“ der griechischen Kinderschutzorganisation To Hamogelo tou Paidiou (Το Χαμόγελο του Παιδιού) in der Kategorie „Erwachsene, die Kinder inspirieren“.

## Sport-Karriere
2017 trat Emmanouela Masourou erstmals bei einem internationalen Wettbewerb an. Sie wurde Fünfte in der Kategorie J1 bis 52 kg bei den IBSA Para-Judo-Europameisterschaften von Walsall. Im darauf folgenden Jahr belegte sie beim IBSA World Cup von Antalya den siebten Platz, jetzt in der Gewichtskategorie unter 48 kg. Ihre nächste Europameisterschaft bestritt sie  wieder in der Kategorie bis 52 kg. Sie belegte in Genua den fünften Platz. Im selben Jahr zählte sie zu den von den griechischen Sportredakteuren gewählten drei besten Para-Sportlerinnen des Jahres.
Bei den IBSA Para-Judo-Europameisterschaften 2022 in Cagliari gewann sie in der Kategorie J1 bis 48 kg die Silbermedaille. Im selben Jahr wurde sie von den griechischen Sportredakteuren in der Kategorie der Para-Sportlerinnen zur Sportlerin des Jahres gewählt. Ein Jahr darauf kam sie in derselben Gewichtskategorie bei den Para-Judo-Europameisterschaften 2023 in Rotterdam auf Platz drei und gewann die Bronzemedaille.
Emmanouela Masourou nahm auch an Para-Judo-Weltmeisterschaften in der Kategorie J1 unter 48 kg teil. Sie kam 2022 in Baku auf den fünften Platz, 2023 in Birmingham auf Platz sieben. Beim IBSA Grand Prix von Baku erreichte sie im September 2023 den fünften Platz und im Dezember desselben Jahres beim IBSA Grand Prix Tokyo Platz sieben. Sie qualifizierte sich für die Paralympischen Spiele 2024, wo sie ihren ersten Kampf gegen die Ukrainerin Natalija Nikoljtschyk 0:10 (Ippon) verlor, in der Hoffnungsrunde konnte sie dann ihre Gegnerin Siege Suvd-Erdene Togtokhbayar aus der Mongolei mit 10:0 (Ippon) besiegen und kam in die Runde um die Bronzemedaille. In diesem Kampf unterlag sie Ecem Çavdar Taşın aus der Türkei mit 0:10 (doppelter Wasari) und belegte so den fünften Platz.
Sie wird von Efstathios Panagiotis Soulios trainiert, der selbst blind ist und 2004 bei den Paralympischen Sommerspielen von Athen antrat. Bei Wettkämpfen ist ihr Physiotherapeut Evangelos Dimou eine wichtige Unterstützung, da dieser dem Trainer die Vorgänge versprachlicht, damit er informiert bleibt. Sie ist Mitglied des Sportvereins für Personen mit Beeinträchtigung IONAS AmeA.